# كريس توك
كريس توك هو سياسي أمريكي، ولد في 9 يوليو 1966 في تافت في الولايات المتحدة. نشط حزبياً في الحزب الديمقراطي. وقد انتخب عضو مجلس نواب ألاسكا ‏.